# Ried im Oberinntal
Ried im Oberinntal je obec v Rakousku ve spolkové zemi Tyrolsko v okrese Landeck. Jeho rozloha činí 27,43 km², je položen v nadmořské výšce 876 m. Trvale zde žije přibližně 1 300 obyvatel.
Obec sousedí s obcemi Fendels, Fiss, Kaunertal, Ladis, Prutz, Serfaus a Tösens. Žije z turistického ruchu.

## Poloha
Ried im Oberinntal leží v centrální části terénu nazývaného Oberes Gericht (část Oberinntal), nejvyšším úseku tyrolského údolí Innu. V tomto místě se stýkají silnice tzv. Sonnenterrasse (Serfaus, Fiss, Ladis) se silnicí přes údolí směřující k průsmyku Reschen.

## Historie
Název Ried označuje bahnité místo (bažinu). Zdejší území bylo osídleno už v pravěku a starověku. Osada Ried vznikla v okolí věže, ze které bylo možné sledovat tudy probíhající silnici. První písemné zmínky o osadě pocházejí z 12. století.
Arcivévoda Zikmund Habsburský nařídil přebudovat věž na myslivecký zámek, který byl nazýván Siegmundsried. Od 17. století byl zámek administrativním centrem a sídlem okresního soudu, který v roce 1978 byl přenesen do Landecku sídla okresu Landeck.
V obci stojí farní kostel svatého Leonarda (Hl. Leonhard), který byl založen v roce 1397 a později byl přestavěn v barokním slohu.